# Autrui (film)
Pour plus de détails, voir Fiche technique et Distribution.
Autrui est un film québécois réalisé par Micheline Lanctôt sorti en 2015.
Le film est présenté le matin du 23 février 2015 en avant-première devant les aidants et les aidés de la Maison du père, un organisme d'accompagnement pour les hommes de 25 ans et plus en situation d'itinérance à Montréal. Le soir même, la première a lieu dans le cadre des 33es Rendez-vous du cinéma québécois.

## Synopsis
Lucie, une jeune femme solitaire dans la vingtaine, recueille chez elle un sans-abri alcoolique et psychologiquement perturbé qui traînait à l'extérieur de son logement en plein hiver.

## Fiche technique
- Titre original : Autrui
- Titre anglais : The Handout
- Réalisation : Micheline Lanctôt
- Scénario : Micheline Lanctôt, Hubert-Yves Rose
- Musique : Philip Glass
- Direction artistique : David Pelletier
- Costumes : François Barbeau
- Maquillage : Jeanne Lafond
- Photographie : Nicolas Canniccioni
- Son : Gilles Corbeil, Raymond Vermette, Stéphane Bergeron
- Montage : Aube Foglia
- Production : Paul Barbeau
- Société de production : Reprise Films
- Sociétés de distribution : Métropole Films
- Budget : 1,7 million de dollar[2]
- Pays d'origine :  Canada
- Langue originale : français
- Format : couleur
- Genre : drame
- Durée : 99 minutes
- Dates de sortie :
  - Canada : 23 février 2015 (première lors des 33es Rendez-vous du cinéma québécois)[1]
  - Canada : 27 février 2015 (sortie en salle au Québec)

## Distribution
- Brigitte Pogonat : Lucie
- Robin Aubert : Éloi
- Gabriel Oséciuc (ro) : Andrei, père de Lucie
- Frédéric Blanchette : Louis
- Vanessa Landry : jeune punk
- Guillaume Collin : William
- Watt Holland : Gilles
- Marilyse Massé : policière
- Estherlande Zéphir : policière
- Vincent Bellefleur : sondeur
- Paul Barbeau : homme sondé
- Marie-Laurence Lévesque : infirmière